# 미노다 무네키

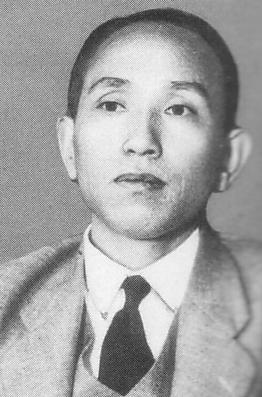

미노다 무네키(일본어: 蓑田 胸喜: 메이지 27년[1894년] 1월 26일 - 쇼와 21년[1946년] 1월 30일)는 일본의 국수주의, 반공주의 사상가다. 구마모토현 출신, 동경제국대학 문과대학 종교학과 졸업. 게이오기주쿠대학 예과 교수, 국사관전문학교 교수, 원리일본사 주재(主宰), 국제반공연맹 평의원을 역임했다.

## 생애
구마모토현 야츠시로군 요시노촌(현재의 히카와정) 출신. 야츠시로중학교를 거쳐 제5고등학교(5고)에서 수학했다. 5고 동기로 삿사 히로오・호소카와 타카치카가 있다.
1917년(대정 6년) 5고를 졸업하고 동경제국대학에 입학했다. 처음에는 법과대학에 입학했으나 문과대학 종교학과로 전과, 아네사키 마사하루에게 사사받았다. 1920년(대정 9년) 문학부를 졸업하고 법학부 정치학과에 재입학했다. 제대 재학 중에 천황주권론 헌법학자 우에스기 신키치가 지도한 국수주의 학생단체 흥국동지회에 가입함과 동시에 미츠이 코우시에게 사숙받았다.
1922년(대정 11년) 4월, 게이오기주쿠대학 예과 교수가 되어 와카미야 유노스케 등과 함께 10여년간 논리학・심리학을 강의했다. 1925년(대정 14년) 11월 7일, 미츠이 등과 함께 원리일본사를 세우고 잡지 『원리일본』을 간행하기 시작했다. 게이오대에서 “정신과학연구회”를 조직하고, 국수주의 관점에서 마르크스주의・자유주의 지식인들에 대한 비판을 전개했다. 게이오대에서 미노다의 강의를 수강했던 오쿠노 신타로의 회고에 따르면, 수업 중에 논리학 얘기는 조금 뿐이고 대부분이 마르크스주의 욕과 국체명징 이야기만 떠들었다고 한다. 시험에 메이지 천황의 어제(御製)시를 세 수 써내면 급제점을 주었다고 한다.
1932년(소화 7년) 4월 게이오대를 퇴직하고 국사관전문학교 교수가 되었다.
귀족원 의원 미노베 타츠키치가 사직당한 천황기관설 사건으로 대학숙정운동이 시작되자 미노다는 그 이론적 지도자 노릇을 했다. 타키카와 유키토키・오오우치 효에 등의 추방, 츠다 소키치의 고대사 저작 판금사건 등도 미노다가 그들을 비판한 논문이 처음 계기가 되었다. 1934년 6월 6일에는 동경제대 교수 스에히로 이즈타로를 치안유지법 위반・불경죄・조헌문란죄로 직접 고발했다.
미노다는 천황주권론자, 국수주의자로서 기타 잇키와 같은 국가개조론자를 비판했다. 그는 일본이라는 국가와 사회에 개조가 필요하다는 생각에 동의하지 않았고, 개조가 필요하지 않은 일본을 유지하고 보호하고자 했다. 미노다는 변혁・개혁・혁신과 관련된 모든 사상에 거부감을 품었다.:437
1936년 11월 일독방공협정이 체결된 이후, 1937년 4월 히라누마 기이치로와 고노에 후미마로 등이 고문으로 있는 국제반공연맹이 결성되자 그 평의원으로 참여하여 잡지 『반공정보』에 기고했다. 1938년에는 제대숙정기성동맹을 결성해서 방공협정에 호응한 국내적 멸공을 주장했다. 1938년 2월 25일, 마츠다 후쿠마츠와 공저한 『국가와 대학』을 간행했다.
1941년(소화 16년), 내분에 휘말려 국사관전문학교에서 퇴직했다. 동년 7월 『학술유신』을 간행했다. 1942년(소화 17년)경부터 건강이 악화되어 논문 발표가 『원리일본』 1943년 5월호로 끊겼다.
1944년(소화 19년) 6월 고향 요시노촌으로 피난갔다가, 패전 이후 자택에서 교수자살했다. 발광해서 자살했다는 설도 있다. 당시 이와나미서점 사장이었던 이와나미 시게오는 미노다가 죽었을 때 유족들에게 금일봉을 보내며 “그렇다면 미노다는 혼모노(本物)였구나”라는 감상을 전했다.
묘소는 구마모토현 야츠시로군 히카와정의 아미타사(阿弥陀寺)에 소재한다.

## 평가
활약하던 당대부터 현대에 이르기까지 대체로 광신적 우익사상가, 천황숭배자였던 것으로 여겨지고 있다. 무네키(胸喜)라는 이름을 음독으로 읽어 광기(狂気, 쿄우키)라고 야유를 받기도 했다.
전후 일본 언론계에서 오랫동안 그 존재가 봉인되어 있었으나, 근년에 이르러 학술적 재고가 진행되고 있어서, 타케우치 요우를 중심으로 카시와서방에서 전집이 출판되었다.
정치학자 우에무라 카즈히데는 저서 『소화의 사상』에서 미노다를 정치학의 마루야마 마사오, 황국사관의 히라이즈미 키요시, 철학의 니시다 키타로와 함께 소화시대 사상의 대표자로 꼽았다. 우에무라에 따르면 마루야마와 히라이즈미는 “리(理)의 축” 위에 있는 합리적・논리적 인물이었고, 니시다와 미노다는 “기(気)의 축” 위에 있는 주관적・정신적인 인물이었다.
낭만파 문예평론가 야스다 요쥬로는 『일본낭만파의 시대』에서 “극히 완미고루하지만 조리가 있었다”며 개인적인 인상으로는 “청결한 인물”이었다고 말했다.

## 참고 자료
- 植村和秀『昭和の思想』（講談社〈講談社選書メチエ〉、2010年）
- 竹内洋『大学という病 東大紛擾と教授群像』（中央公論新社〈中公叢書〉、2001年）
  - 竹内洋『大学という病 東大紛擾と教授群像』（中央公論新社〈中公文庫〉、2007年）
- 『日本主義的教養の時代 大学批判の古層』（竹内洋・佐藤卓己編、柏書房〈パルマケイア叢書〉、2006年2月）
  - 第一章 竹内洋「帝大粛正運動の誕生・猛攻・蹉跌」（11項 - 49項）
  - 第二章 植村和秀「天皇機関説批判の「論理」――「官僚」批判者蓑田胸喜」（51項 - 89項）
- 舩山信一「昭和前期の日本主義哲学――紀平正美・和辻哲郎・蓑田胸喜・鹿子木員信・「生み」の哲学」（『日本近代国家と民衆運動』藤井松一他編、有斐閣〈立命館大学人文科学研究所研究叢書〉、1980年）
- 塩出環 「原理日本社の研究――歌人・三井甲之と蓑田胸喜」（2004年）